# FC Concordia Schneeberg
FC Concordia Schneeberg is een Duitse voetbalclub uit Schneeberg, Saksen.

## Geschiedenis
De club werd opgericht in 1909 en was aangesloten bij de Midden-Duitse voetbalbond. De club speelde vanaf 1912 in de competitie van het Ertsgebergte, een van de vele competities van de Midden-Duitse bond. Ondanks dat de club een punt voorsprong telde op FC Alemannia Aue werd deze club uitgeroepen tot kampioen. In 1914 werd de club dan wel kampioen en nam deel aan de Midden-Duitse eindronde. De club verloor meteen met 14:0 van Chemnitzer BC. Door het uitbreken van de Eerste Wereldoorlog werden een aantal competities gestaakt en na de oorlog was de competitie van het Ertsgebergte de tweede klasse. Concordia werd opnieuw kampioen in 1920. Vanaf 1923/24 werd de competitie opnieuw verheven tot hoogste klasse , maar Concordia bleef in de tweede klasse en speelde nu in de schaduw van stadsrivaal VfL 1907 Schneeberg. Na twee seizoenen werden de clubs van Schneeberg overgeheveld naar de competitie van West-Saksen, maar ook hier slaagde de club er niet in te promoveren.
Na de Tweede Wereldoorlog werden alle Duitse voetbalclubs ontbonden. De club werd heropgericht als SG Schneeberg. De club vormde zich om tot een BSG en nam in 1950 de naam BSG Wismut Schneeberg. De club speelde voornamelijk in de Bezirksklasse en Kreisklasse, respectievelijk de vierde en vijfde klasse.
Na de Duitse hereniging werd de historische naam weer aangenomen. De club speelde in de Bezirksklasse, dat de vijfde klasse was en vanaf 1994 de zesde klasse. In 1998 promoveerde de club naar de Bezirksliga en in 2001 naar de Landesliga waar de club drie seizoenen kon spelen, daarna ging de club op en neer tussen Bezirksliga en Bezirksklasse.

## Erelijst
Kampioen van het Ertsgebergte 
1914